# Добричонешти (Бихор)
Добричонешти (рум. Dobricionești) насеље је у Румунији у округу Бихор у општини Мађешти. Oпштина се налази на надморској висини од 277 m.

## Становништво
Према подацима из 2002. године у насељу је живело 590 становника, од којих су сви румунске националности.